# 卡罗来纳 (阿拉巴马州)
卡罗来纳（英語：Carolina），是美国阿拉巴马州下属的一座城市。面积约为1.11平方英里（约合2.87平方公里）。根据2010年美国人口普查，该市有人口297人，人口密度为267.81/平方英里（约合103.48/平方公里）。